# Niemce
Niemce è un comune rurale polacco del distretto di Lublino, nel voivodato di Lublino.
Ricopre una superficie di 141,16 km² e nel 2004 contava 16 043 abitanti.